# Nikolay Nikolayevich Semyonov
Nikolai Nikolayevich Semyonov (tiếng Nga: Никола́й Никола́евич Семёнов) (15.4.1896 - 25.9.1986) là nhà vật lý và hóa học người Nga/Liên Xô, đã được trao Giải Nobel Hóa học năm 1956 cho công trình nghiên cứu của ông về cơ chế biến đổi hóa học.

## Cuộc đời và Sự nghiệp
Semyonov sinh tại Saratov, tốt nghiệp phân khoa Vật lý của trường Đại học quốc gia Sankt-Peterburg (1913–1917), nơi ông là sinh viên của Abram Fyodorovich Ioffe. Năm 1918, ông di chuyển tới Samara, gia nhập lực lượng bạch vệ của Kolchak trong cuộc Nội chiến Nga.
Năm 1920, ông trở lại Sankt-Peterburg và phụ trách phòng thí nghiệm hiện tượng điện tử của viện Ioffe (viện Kỹ thuật Vật lý). Sau đó ông trở thành phó giám đốc của viện này.
Trong thời kỳ khó khăn này, Semyonov, cùng với Pyotr Kapitsa, đã phát hiện ra một cách đo từ trường của hạt nhân nguyên tử (1922). Sau đó cơ cấu thử nghiệm này đã được Otto Stern và Walther Gerlach cải thiện và được gọi là thí nghiệm Stern-Gerlach.
Năm 1925, Semyonov, cùng với Yakov Frenkel nghiên cứu lý thuyết động học (kinetics) của sự ngưng tụ và hấp phụ của hơi nước. Năm 1927, ông nghiên cứu ion trong chất khí và xuất bản một quyển sách quan trọng Chemistry of the Electron. Năm 1928, ông cùng với Vladimir Fock, tạo ra lý thuyết về sự phóng điện tỏa tia của chất điện môi.
Ông làm giảng viên ở Học viện bách khoa Sankt-Peterburg và được bổ nhiệm làm giáo sư năm 1928. Năm 1931, ông tổ chức "Viện Lý hóa" của Viện Hàn lâm Khoa học Liên Xô (viện này đã chuyển tới Chernogolovka năm 1943) và trở thành giám đốc đầu tiên của viện. Năm 1932, ông trở thành viện sĩ hoàn toàn của Viện Hàn lâm Khoa học Liên Xô.

## Các công trình quan trọng
Công trình nổi bật của Semyonov về cơ chế biến đổi hóa học bao gồm một phân tích toàn diện việc áp dụng lý thuyết phản ứng dây chuyền để biến đổi các phản ứng (1934-1954) và – quan trọng hơn – vào các quá trình đốt cháy (combustion). Ông đề xuất một lý thuyết phân nhánh thoái hóa, dẫn tới một sự hiểu biết tốt hơn các hiện tượng liên kết với các giai đoạn cảm ứng của các quá trình oxy hóa.
Semyonov đã viết 2 quyển sách quan trọng mô tả những nét chính công trình của ông: Chemical Kinetics and Chain Reactions xuất bản năm 1934 với ấn bản bằng tiếng Anh năm 1935. Đây là quyển sách đầu tiên ở Liên Xô nhằm triển khai một lý thuyết chi tiết về phản ứng dây chuyền phân nhánh và không phân nhánh trong hóa học và quyển Some Problems of Chemical Kinetics and Reactivity, xuất bản lần đầu vào năm 1954, được sửa chữa năm 1958; cũng có các ấn bản xuất bản ở Anh, Hoa Kỳ, Đức, và Trung quốc.

## Đời tư
Năm 1921, ông kết hôn với nhà ngữ văn Maria Boreishe-Liverovsky (sinh viên của Zhirmunsky), nhưng bà qua đời 2 năm sau. Năm 1923, Nikolay tái hôn với cháu gái của Maria là Natalia Nikolayevna Burtseva. Bà sinh được một con trai (Yuri) và một con gái (Lyudmila).

## Giải thưởng và Vinh dự
- 1956, ông được trao Giải Nobel Hóa học chung với Sir Cyril Norman Hinshelwood.
- Anh hùng lao động xã hội chủ nghĩa 2 lần
- Giải Stalin 2 lần
- Huân chương Lenin 5 lần